# Aomi Muyock
Aomi Muyock (Canton Ticino, 14 gennaio 1989) è una modella e attrice svizzera.
Ha fatto il suo debutto come attrice nel film del 2015 Love, diretto da Gaspar Noé.

## Biografia
Nata e cresciuta in Canton Ticino, nella Svizzera italiana, parla fluentemente l'italiano e proviene da una famiglia di artisti: la madre è una pittrice, fotografa e scrittrice svizzera, mentre il padre uno scultore e pittore statunitense. Frequenta la scuola Rudolf Steiner a Origlio e, dopo essersi trasferita a Chiasso con la famiglia, comincia a frequentare il liceo artistico di Varese. A seguito del liceo inizia la carriera di modella per l'agenzia Monster Management. In un club conosce il regista Gaspar Noé, che le proporrà di interpretare il ruolo di Elettra nel suo quarto lungometraggio Love. Aomi accetterà di interpretare la parte dopo averci riflettuto molto, a causa della presenza di scene di carattere sessuale.

## Filmografia

### Cinema
- Love, regia di Gaspar Noé (2015)
- Jessica Forever, regia di Caroline Poggi e Jonathan Vinel (2018)

### Cortometraggi
- Scenario, regia di Alex Avella e Alessandro De Leo (2018)